# Sokolský stadion (Brno)
Sokolský stadion v Brně tvoří venkovní hřiště, tělocvičny a společenské sály. Celý komplex vznikl v letech 1928–1929 jako Sokolovna a trakt se společenskými místnostmi v místě bývalého městského hřbitova. Autorem návrhu je architekt Miloš Laml, člen spolku Devětsil.

## Výstavba stadionu
Investorem celé stavby bylo Družstvo pro zřízení tělocvičny pro Tělocvičnou jednotu Sokol v Brně. Roku 1920 zakoupilo družstvo z veřejné sbírky pozemek o rozloze 2,5 ha v místě bývalého hřbitova, kde poblíž vznikl i Tyršův sad.
V první fázi zde byl postaven jednoduchý výstavní pavilon. Za jeho pronájem a prodejem úpisových akcií získalo družstvo prostředky na další výstavbu. V architektonické soutěži roku 1926 vyhrál architekt Jindřich Kumpošt, který komplex navrhl jako dva samostatné objekty, nebyl však schopen projekt dokončit včas. Po dohodě za něj zakázku převzal Miloš Laml.
V letech 1971–1975 byla na nádvoří Stadionu postavena krytá hala pro míčové sporty s hrací plochou o rozměrech 32×20 m, výškou stropu 12 m a celkovou kapacitou 1265 diváků (z toho 541 sedících na hlavní tribuně a 724 stojících na kratších stranách). Předběžná kolaudace se uskutečnila 4. února 1975, přičemž již ve dnech 7.–9. února 1975 se zde odehrálo semifinále Poháru mistrů evropských zemí volejbalistů. V hale poté začaly působit vrcholné brněnské kluby (basketbal, volejbal).

## Popis budovy
Součástí stadionu bylo atletické venkovní hřiště, tělocvičny, svého času největší společenský a koncertní sál v Brně (vznikl přebudováním výstavního pavilonu), kino, restaurace a kavárna.
Tělocvičný i společenský provoz jsou propojeny vstupní halou, jejíž monumentální portál tvoří slavnostní bránu s vyhlídkou na navazující plochu venkovního hřiště. V levé části se nachází dřívější tělocvična žen orientovaná velkými okny do ulice, na ni navazovala dřívější tělocvična mužů. V pravé části jsou pak prostory společenského sálu, bývalého kina a restaurace.
Své první řádné prostory nalezla v nové budově stadionu i brněnská stanice Radiojournalu, která se sem nastěhovala v roce 1929. Pozdější Československý rozhlas odtud pak částečně vysílal i ještě dlouho poté, co v roce 1950 jádro svých aktivit přesunul do budovy bývalé banky na Beethovenově ulici.

## Současnost
Objekt sdružuje několik provozů. Sokol Brno I zde provozuje halu míčových sportů, tělocvičnu, šermírnu, horolezeckou stěnu nebo venkovní futsalová a volejbalová hřiště či atletický ovál.
V objektu dále sídlí hudební klub Melodka (do roku 2023), divadlo Buranteatr, restaurace Kometa pub, bar Tembo či minigolfové hřiště.
V roce 2016 začala rekonstrukce objektu podle návrhu TRANSAT architekti a Svatopluka Sládečka. Kompletní rekonstrukce by měla být hotova roku 2025.